# 唯城ありす
唯城 ありす（ゆしろ ありす、1月28日 - ）は、OSK日本歌劇団の娘役スター。埼玉県川口市出身。AB型 。

## 略歴
- 2014年、OSK日本歌劇団研修所入学。92期生。同期に椿りょう、羽那舞、雪妃詩ら。

- 2016年4月、OSK日本歌劇団入団。5月の大阪松竹座『レビュー春のおどり　花の夢 恋は満開／Take the beat!』で劇団員としての初舞台を踏む[2]。

- 2019年のDAIHATSU 心斎橋角座での『獅子の星 ～Stella Leonis～』・『REVUE JAPAN～GEISHA & SAMURAI～』・『LAST PARADISE ～Precious Stones～』公演[3]をはじめ、2023年・2024年の『へぼ侍～西南戦争物語～』[4]、苫小牧公演[5] や第44回「たけふレビュー」[6]などでヒロインや娘役筆頭をつとめる。

## 主な舞台
2016年
- 5月、大阪松竹座『レビュー春のおどり　花の夢 恋は満開／Take the beat!』 ＊初舞台
- 6月、セントラファエロ教会『PRECIOUS STONES in OSK Revue Cafe』
- 7月、新橋演舞場『レビュー夏のおどり　花の夢 恋は満開／Take the beat!』
- 8月、レストランローズガーデン『OSK Revue Cafe Solid blue』
- 10月、大阪ビジネスパーク円形ホール『レジェンド 愛の神話』
- 10 - 11月、たけふ菊人形『グランドレビュー2016「レジェンド 愛の神話」』
- 12月、レストランローズガーデン『OSK Revue Cafe　Compass of your heart』

2017年
- 1月、近鉄アート館『REVUE JAPAN　～GEISHA ＆ SAMURAI～』＜GEISHA＞
- 4月、近鉄アート館『Precious Stones　JASPER  ～ジャスパー～』
- 6月、大阪松竹座『レビュー春のおどり　桜鏡 ～夢幻義経譚～／Brilliant Wave ～100年への鼓動～ 』
- 8月、セントラファエロ教会『OSK Revue Cafe「Fantasia Doll」』
- 8月、新橋演舞場『レビュー夏のおどり　桜鏡 ～夢幻義経譚～／Brilliant Wave ～100年への鼓動～ 』
- 10月、YES-Theater『四季の宴 ～風雅流麗～』

2018年
- 2・3月、銀座博品館劇場・大丸心斎橋劇場『三銃士 La seconde』[7]
- 5月、大阪松竹座『レビュー春のおどり　桜ごよみ 夢草紙／One Step to Tomorrow!』
- 7月、新橋演舞場『レビュー夏のおどり　桜ごよみ 夢草紙／One Step to Tomorrow!』
- 9月、セントラファエロ教会『OSK Revue Cafe ～獅子の星 ―Stella Leonis―』
- 11月、セントラファエロ教会『OSK Revue Cafe ～MOMENT～』

2019年
- 1 - 2月、DAIHATSU 心斎橋角座『獅子の星 ～Stella Leonis～』- アリス役 ＊ヒロイン
- 1 - 9月、DAIHATSU 心斎橋角座『REVUE JAPAN～GEISHA & SAMURAI～』 ＊娘役筆頭
- 6月、大丸心斎橋劇場『Salieri&Mozart ～愛と憎しみの輪舞』[8]
- 8 - 9月、DAIHATSU 心斎橋角座『LAST PARADISE ～Precious Stones～』 ＊娘役筆頭 [3]
- 9月、DAIHATSU 心斎橋角座『PRECIOUS STONES（翼和希）』
- 11月、DAIHATSU 心斎橋角座『PRECIOUS STONES（壱弥ゆう）』

2020年
- 1月、シンガポール特別公演『PRECIOUS STONES』
- 1 - 2月、DAIHATSU 心斎橋角座『PRECIOUS STONES（愛瀬光）』
- 4・5月、大阪松竹座・新橋演舞場『レビュー春のおどり　ツクヨミ～the moon～／Victoria!（公演中止）』
- 11月、大阪松竹座『OSKだよ全員集合！Memorial Show & Premium Talk』

2021年
- 1・3月、大阪松竹座・新橋演舞場『レビュー春のおどり　ツクヨミ ～the moon～／Victoria!』
- 6・8月、大阪松竹座・新橋演舞場『レビュー夏のおどり「STARt」』[注釈 1]

2022年
- 1月、大阪松竹座『劇団創立１００周年記念式典』
- 2・3月、大阪松竹座『OSK日本歌劇団創立100周年記念公演「レビュー春のおどり」　光／INFINITY』- 白夜太夫役[注釈 2][9]
- 7月、京都南座『レビューin Kyoto　ミュージカルロマン 陰陽師／INFINITY』- 藤の式神 密虫役[10][11][12]
- 9月、苫小牧市民会館『OSK日本歌劇団創立100周年記念公演「Precious Stones」』  ＊娘役筆頭
- 11月、KOBELCO 真岡いちごホール『DELIGHT』
- 12月、近鉄アート館『近松TRIBUTE』 - 梅川 役[注釈 3]

2023年
- 2月、大阪松竹座・新橋演舞場『レビュー春のおどり　レ・フェスティバル／未来への扉～Go to the future～』
- 8月、近鉄アート館『へぼ侍～西南戦争物語～』- お鈴 役[13][14]
- 11月、京都南座『レビュー in Kyoto　Go to the future～京都から未来へ～』[15][16]

2024年
- 1 - 2月、扇町ミュージアムキューブ・銀座博品館劇場『へぼ侍～西南戦争物語～』- お鈴 役[4][17]
- 2 - 3月、越前市文化センター・浅草花劇場・ベッセルおおち・益子町民会館『翼和希コンサート』[18]
- 4月、大阪松竹座『レビュー春のおどり 春楊桜錦絵／BAILA BAILA BAILA』
- 7月、京都南座『レビュー in Kyoto BAILA BAILA BAILA 南座バージョン』
- 8月、新橋演舞場『レビュー夏のおどり　春楊桜錦絵／BAILA BAILA BAILA』
- 9月、苫小牧市民会館『OSK Revue Show in 苫小牧』 ＊娘役筆頭 [5]
- 10 - 11月、越前市文化センター『第44回「たけふレビュー　DREAM SCAPE」 in たけふ人形展』 ＊娘役筆頭 [6]
- 11月、COOL JAPAN PARK OSAKA『レビュー Road to 2025!!　四季彩／Shining Life』 [19]

2025年
- 2月、近鉄アート館・銀座博品館劇場『ミュージカル「ドラキュラ」』 - ミーナ役 ＊ヒロイン[20]
- 4月、京都南座『レビュー in Kyoto　〜レゼル〜 Les Ailes 南座バージョン』[21][22]
- 6月、大阪松竹座『レビュー 春のおどり　翔〜Fly High〜／The Legendary!』[23]
- 8月、新橋演舞場『レビュー 夏のおどり　翔〜Fly High〜／The Legendary!』[24]
- 9月、英国 HOME Manchester Theatre『OSK 日本歌劇団レビューショー』[注釈 4][25]
- 9月、COOL JAPAN PARK OSAKA『EXPO2025!! REVUE OSAKA』[26]

### OSK Revue Cafe in Brooklyn Parlor OSAKA
2020年
- 8 - 10月、『ShortLive（無観客ライブ配信）』
- 8月、『BPまつり（無観客ライブ配信）』
- 12月、『虹架路万 Special LIVE』

2021年
- 9月『La cerise』
- 11 - 12月、『PRECIOUS STONES（新演出版）』

2022年
- 8月、『Precious Stones 天輝レオ』 [注釈 5]
- 10月、『登堂結斗 Special LIVE』

2023年
- 9 - 10・12月『翼和希 Special LIVE』

2024年
- 5 - 6月、『Precious Stones 華月奏』

### 出演イベント
- 「'17食博覧会・大阪」（2017年4 - 5月、インテックス大阪会場内UTAGE館）
- 「第59回全日本花いっぱい　泉佐野大会（記念式典）」（2019年4月6日、エブノ泉の森ホール）
- 「wakupaku Live Kitchen 壱弥ゆう・唯城ありす」（2023年9月22日、wakupaku）[27]
- なんば広場メインステージ「道頓堀川面舞台2023」（2023年11月25日）[28]
- 「ニコニコ超会議2024」超松竹ラボ（2024年4月27日、幕張メッセ）[29][30]